# Monte Mannu - Monte Ladu (colline di Monte Mannu e Monte Ladu)
Monte Mannu - Monte Ladu (colline di Monte Mannu e Monte Ladu) este o arie protejată (arie specială de conservare — SAC, sit de importanță comunitară — SCI) din Italia întinsă pe o suprafață de 206 ha, integral pe uscat.

## Localizare
Centrul sitului Monte Mannu - Monte Ladu (colline di Monte Mannu e Monte Ladu) este situat la coordonatele 39°31′10″N 8°58′52″E / 39.519444°N 8.981111°E.

## Înființare
Situl Monte Mannu - Monte Ladu (colline di Monte Mannu e Monte Ladu) a fost declarat sit de importanță comunitară în iunie 1995 pentru a proteja 8 specii de animale. Situl a fost protejat și ca arie specială de conservare în august 2019.

## Biodiversitate
Situată în ecoregiunea mediteraneană, aria protejată conține 3 habitate naturale: Pseudostepă cu ierburi și specii anuale de Thero-Brachypodietea, Tufărișuri termo-mediteraneene și de pre-deșert, Galerii și tufărișuri riverane sudice (Nerio-Tamaricetea și Securinegion tinctoriae).
La baza desemnării sitului se află mai multe specii protejate de  păsări (8): Alectoris barbara, fâsă-de-câmp (Anthus campestris), pasărea ogorului (Burhinus oedicnemus), ciocârlie-cu-degete-scurte (Calandrella brachydactyla), caprimulg (Caprimulgus europaeus), erete de stuf (Circus aeruginosus), Falco naumanni, ciocârlie de bărăgan (Melanocorypha calandra)
Pe lângă speciile protejate, pe teritoriul sitului au mai fost identificate 6 specii de plante, 26 de specii de păsări, 2 specii de amfibieni, 3 specii de reptile.